# 平湖戰鬥
平湖戰鬥發生於1925年2月10日，地點則是在中國廣九一帶。是北洋政府時期內戰戰鬥之一，交戰兩方為教一團及陳炯明部隊。